# 龍蓮寺
敕賜龍蓮禪寺，又被稱為龍蓮寺或龍蓮禪寺，位於泰國首都曼谷石龍軍路的邦巴沙都拍县地段，屬大乘佛教的佛寺。它在1871年建立（一说1872年），整年香火不絕。屬中國漢人移民在曼谷最早建立的佛寺，亦是曼谷最重要的华人庙宇。華人農曆新年期間，朝拜民眾川流不息。

## 寺名起源
在中國的廣東省东部的潮州及汕頭市，當年那裡種植一種有兩條芯的蓮子，稱為「龍蓮子」，可作為中藥醫治兒童驚風、腹瀉，抑制血壓、軟化血管，亦可作清涼飲料，它隨19世紀的漢人移民被帶到曼谷，成為熱銷商品。建此佛寺的位置，原來聚集許多販售賣「龍蓮子」的商販，佛寺建成後，就被名為故命名為「龍蓮禪寺」。

## 历史
龍蓮寺的開山祖師續行法師來自中國的廣東省潮州，少年時受戒為僧，研究佛經，在清朝同治元年（1862年）移民到暹羅宣傳佛教。當時的暹羅君主拉瑪五世被其熱誠感動，願意捐獻土地來建設此佛寺，並封他為「帕亞贊真三味智越」的僧爵，授予相當於暹羅僧王的地位。

## 建築
山門上的豎匾「龍蓮寺」屬清朝光緒五年（1879年）的作品，為開山祖師住持續行法師敬題。整個寺院佔地廣闊，木石建築結構，三重院式，整個寺院都是按中國的潮汕傳統建築。它保留了漢字佛經及茹素制度。

## 交通
曼谷地铁蓝线龙莲寺站以龙莲寺命名。

## 图册

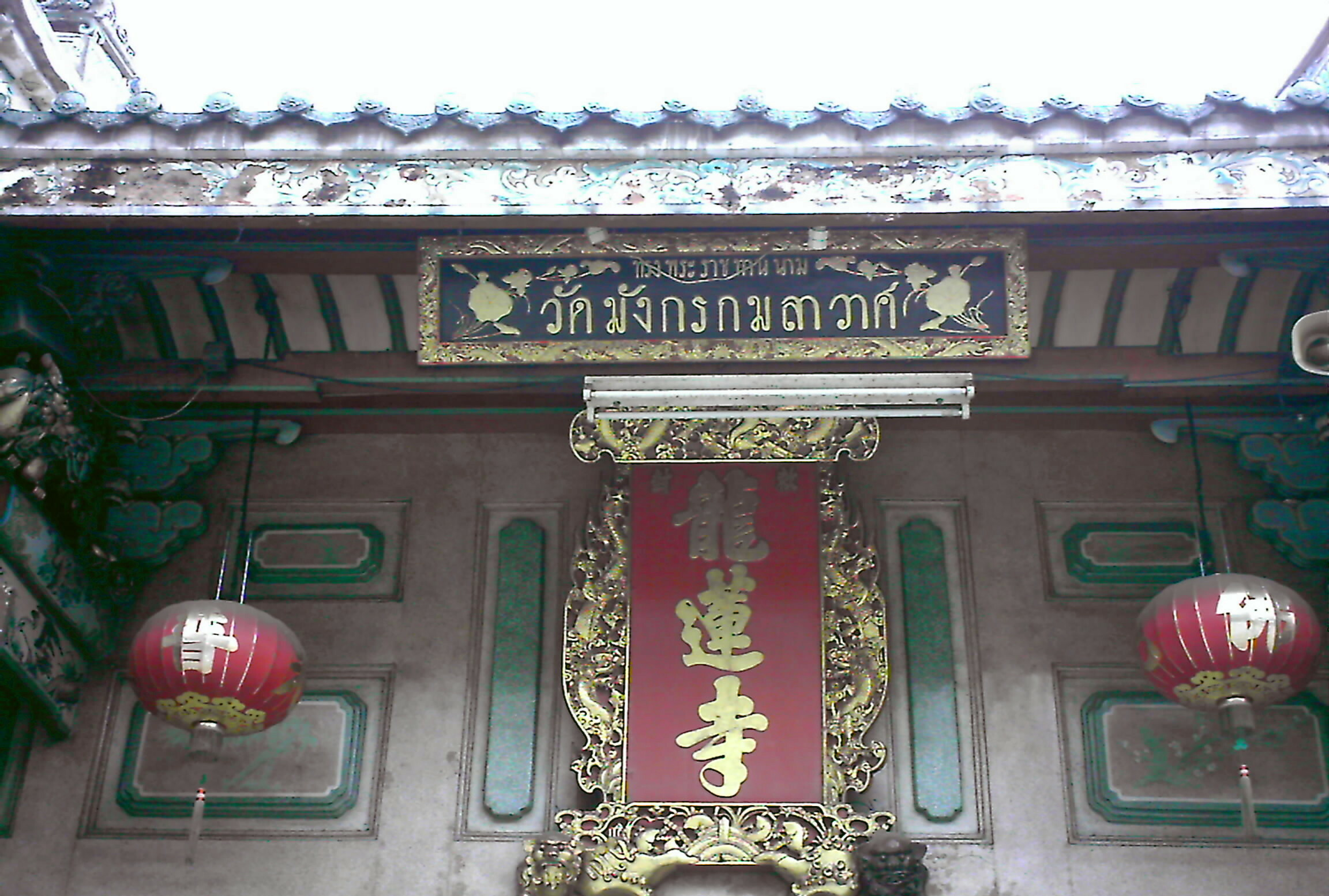
清朝光緒五年的龍蓮寺豎匾
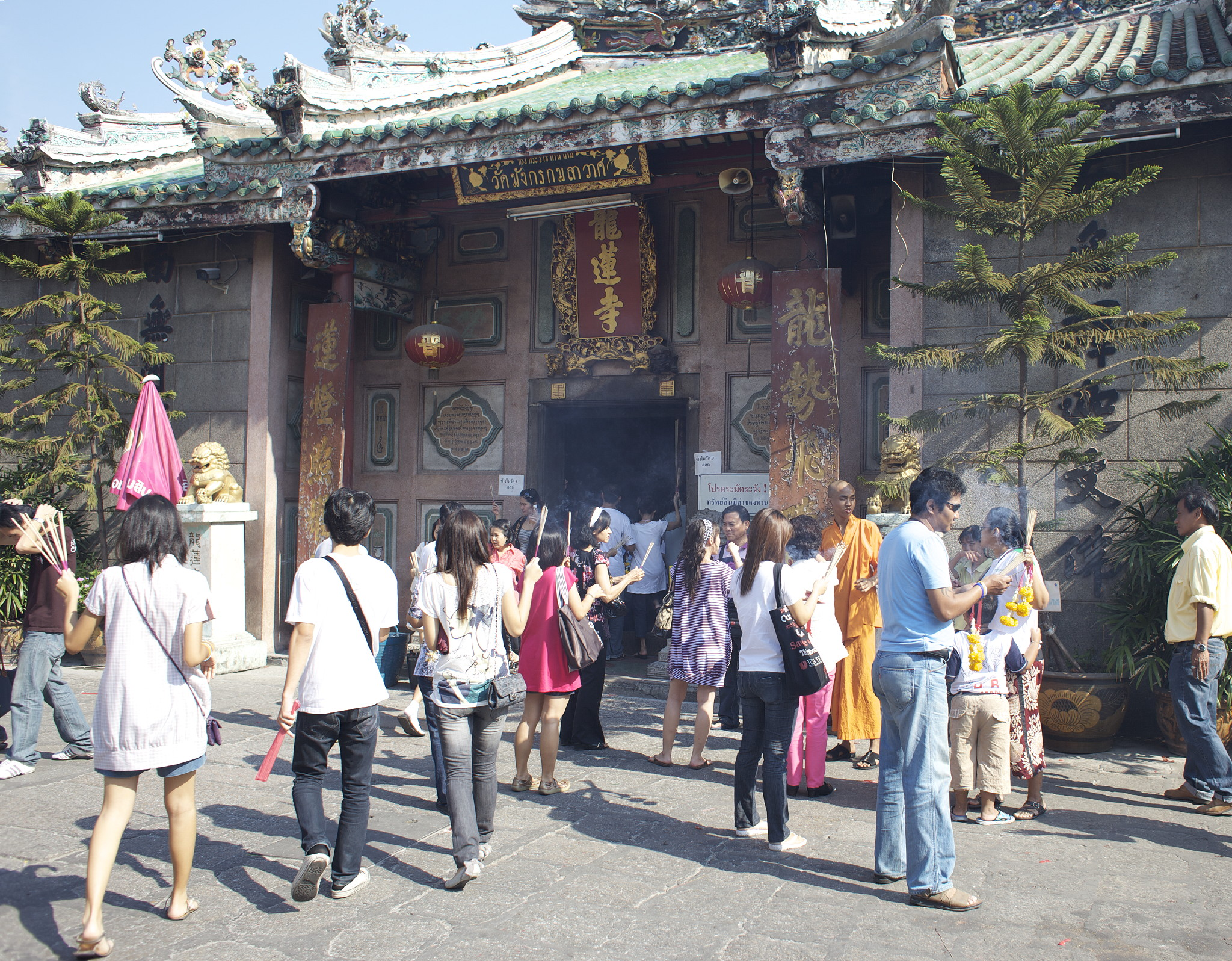
龍蓮寺的大殿
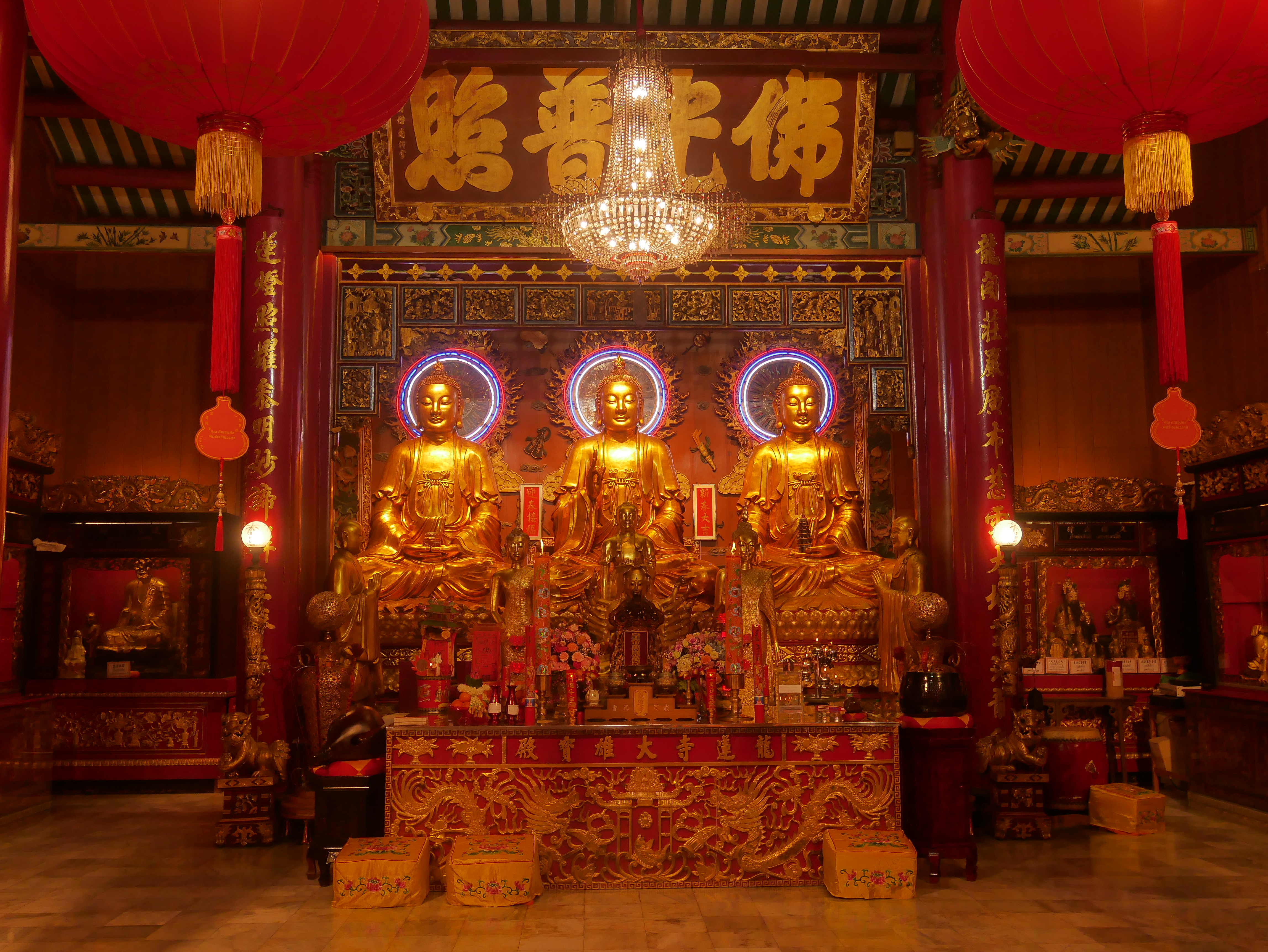
殿内三寶佛祖造像
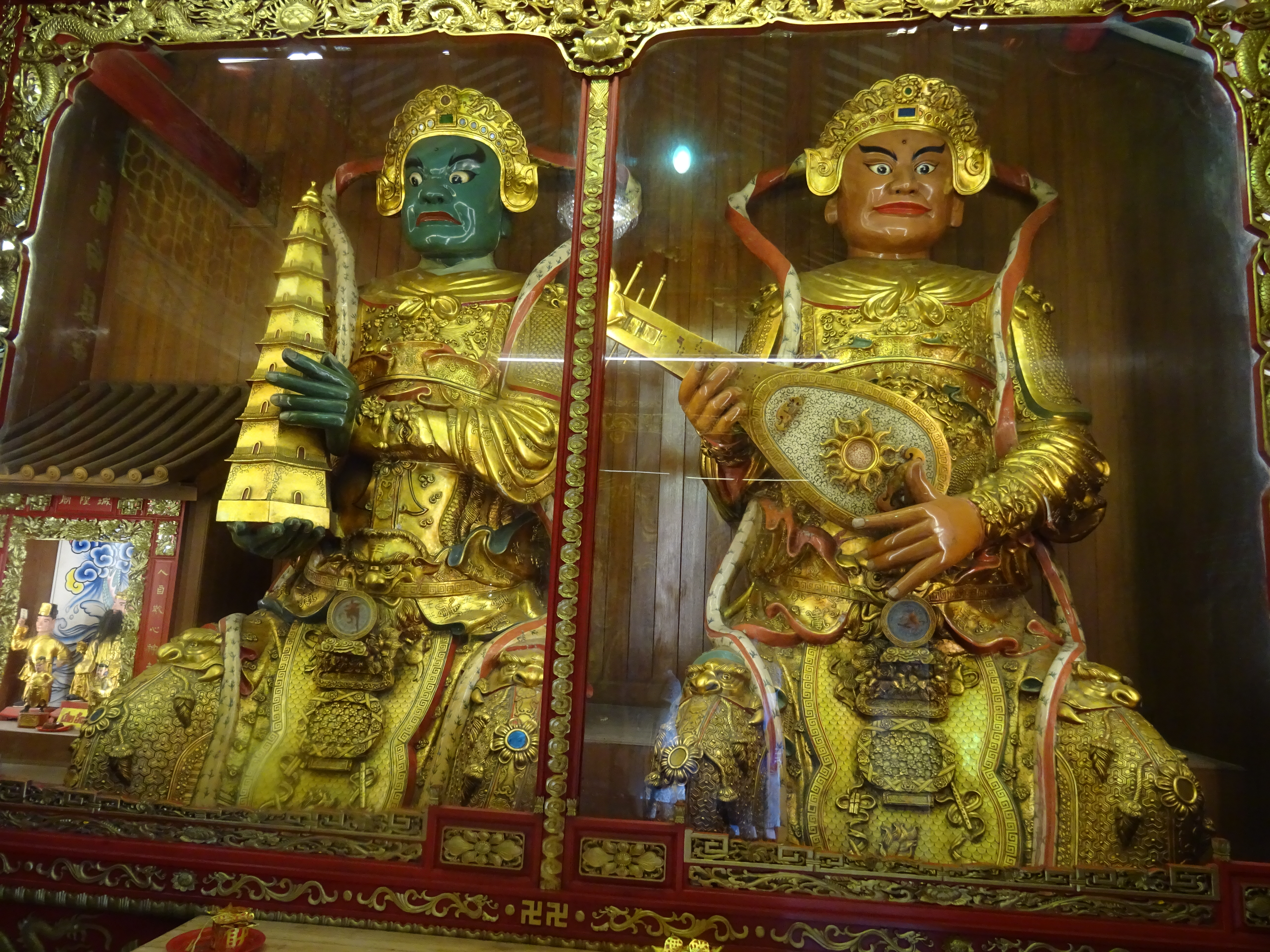
多闻天王和持国天王像